# バルト三国は目覚める
バルト三国は目覚める（リトアニア語: Bunda jau Baltija、ラトビア語: Atmostas Baltija、エストニア語: Ärgake, Baltimaad）はバルトの道を記念した歌であり、リトアニア語、ラトビア語、エストニア語の三言語で歌われる。
作曲はBoriss Rezņiksによる。各国語の歌手はそれぞれ、リトアニア語がŽilvinas Bubelis、ラトビア語がViktors Zemgals、エストニア語がTarmo Pihlapである。しばしばバルト三国団結への歌ともされる。